# Hans Erlandsson
Hans Syrak Erlandsson, född 7 december 1877 i Lund, död 5 september 1973 i Lunds domkyrkoförsamling, Lund, var en svensk konservator och målare.
Han var son till målarmästaren Carl Erlandsson och Adamine Marie Jørgensen och från 1929 gift med Anna Josefina Lindskog (1895–1964). Erlandsson blev gesäll i målaryrket 1897 och mästare 1910 och han tilldelades ett mästarbrev 1940. Han studerade vid Königliche Akademie für graphische Künste zu Leipzig 1900 och under studieresor till Italien och Paris. Vid sidan av sin verksamhet som yrkesmålare och konservator var han verksam som stafflikonstnär där han målade landskap och arkitekturbilder  i akvarell. Han medverkade i en samlingsutställning i Paris 1925 och i bland annat domkyrkojubileets utställning i Lund 1923. Som teaterdekoratör utförde han i limfärg dekorationerna till studentspexet Uarda 1909 i och som konservator har han arbetat med restaureringar i cirka 130 kyrkor. Erlandsson är representerad vid Det nationalhistoriske museum på Fredriksborg i Danmark. Makarna Erlandsson är begravda på Norra kyrkogården i Lund.